# مارنیک فرمیل
مارنیک فرمیل (هلندی: Marnick Vermijl؛ زادهٔ ۱۳ ژانویهٔ ۱۹۹۲) یک بازیکن فوتبال اهل بلژیک است که برای منچستر یونایتد بازی می‌کند.